# 梶川幹夫
梶川幹夫（かじかわ みきお、1959年3月23日 - ）は日本の財務官僚。梶川晃平ドミー名誉会長の長男で、財務省関税局長を最後に退官後、ドミー顧問に就任。

## 来歴
愛知県出身。梶川晃平ドミー名誉会長の長男として生まれる。東京学芸大学附属高等学校卒業。1浪し、東京大学文科一類（教養学部）へ入学。東京大学法学部卒業。1982年 大蔵省入省（大臣官房秘書課）。1986年6月 プリンストン大学ウッドロウ・ウィルソン・スクール修士課程（国際経済学専攻）修了。行政学修士修得。1988年7月 田辺税務署長。課長補佐時代は主に主税局を中心に勤務。2005年7月 主計局主計官（国土交通、環境担当）。2008年7月4日 関税局総務課長。2013年6月28日 国際局次長。2014年6月26日 大臣官房付派遣職員（国際通貨基金（IMF）理事）。2016年6月17日 関税局長兼税関研修所長。2017年7月11日 退官。同年12月1日 東京海上日動火災保険顧問。2018年6月19日 NTTドコモ社外監査役。2020年6月 NTTドコモ社外取締役（常勤監査等委員）。2022年6月11日 退任。2022年8月26日 ドミー顧問。2023年6月16日 二葉監査役。同年9月28日 グローバルトラストネットワークス取締役。

## 職歴
- 1982年4月：大蔵省入省。
- 1984年：留学（プリンストン大学）。
- 1986年7月：主計局主計企画官付財政計画第二係長[9]。
- 1988年7月：田辺税務署長。
- 1989年7月：国際金融局総務課長補佐（調整、渉外）[10]。
- 1990年5月：外務省経済協力開発機構日本政府代表部二等書記官。
- 1992年4月：外務省経済協力開発機構日本政府代表部一等書記官。
- 1993年7月：主税局税制第三課長補佐。
- 1995年6月：主税局調査課長補佐（総括、内国調査）[10][11]。
- 1996年7月：主税局税制第一課長補佐（総括） 兼 主税局税制第一課審査室長。
- 1997年7月：主税局総務課税制企画室長。
- 1998年7月：内閣官房中央省庁等改革推進本部事務局企画官。
- 2001年1月6日：内閣官房中央省庁等改革推進本部事務局参事官。
- 2001年7月：主計局主計企画官（調整担当）。
- 2002年7月：主計局調査課長。
- 2003年7月：国際局国際機構課長。
- 2005年7月：主計局主計官（国土交通、環境担当）。
- 2006年4月7日：主計局主計官（国土交通、環境担当） 兼 国際局国際機構課長。
- 2006年7月28日：国際局国際機構課長。
- 2007年7月13日：関税局関税課長。
- 2008年7月4日：関税局総務課長 兼 関税局調査課長。
- 2008年7月10日：関税局総務課長。
- 2009年7月14日：外務省在アメリカ合衆国日本国大使館公使。
- 2012年7月18日：大臣官房付。
- 2012年7月27日：大臣官房参事官（副財務官）。
- 2012年9月11日：大臣官房参事官（副財務官、大臣官房、国際局担当）。
- 2013年6月28日：国際局次長。
- 2014年6月24日：大臣官房付派遣職員（国際通貨基金（IMF）理事）。
- 2016年6月17日：関税局長 兼 税関研修所長。
- 2017年7月11日：退官。

## 大蔵（財務）省同期
1982年の入省同期は、以下の通りである。
| 氏名               | 出身大学     | 配属先               | 職歴                                                                                    |
| ------------------ | ------------ | -------------------- | --------------------------------------------------------------------------------------- |
| 上野善晴           | 東大法卒     | 理財局国有財産総括課 | 日本政策金融公庫代表取締役専務、理財局次長（理財担当）、岩手県副知事                    |
| 遠藤俊英           | 東大法卒     | 主計局総務課         | ソニーFG代表取締役社長兼CEO 第10代金融庁長官、金融庁監督局長、金融庁検査局長            |
| 梶川幹夫           | 東大法卒     | 大臣官房秘書課       | 関税局長、国際通貨基金（IMF）理事、国際局次長                                           |
| 片山（朝長）さつき | 東大法卒     | 主税局調査課         | 自民党参議院議員、地方創生担当大臣、主計局主計官（防衛担当）                            |
| 後藤真一           | 早大政経卒   | 関税局国際第一課     | タンザニア駐箚特命全権大使 税務大学校長、原子力損害賠償・廃炉等支援機構理事、大阪税関長 |
| 小鞠昭彦           | 東大経済卒   | 大臣官房文書課       | 国税不服審判所次長、関東財務局金融安定監理官                                            |
| 佐川宣寿           | 東大経済卒   | 主計局総務課         | 第48代国税庁長官、理財局長、関税局長、国税庁次長                                        |
| 迫田英典           | 東大法卒     | 関税局企画課         | 第47代国税庁長官、理財局長、大臣官房総括審議官                                          |
| 佐藤誠一郎         | 東大経済卒   | 主税局調査課         | セブン&アイ・ホールディングス取締役 愛知県環境部次長                                    |
| 田中修             | 東大法卒     | 大臣官房文書課       | 税務大学校長                                                                            |
| 冨永哲夫           | 東大法卒     | 証券局総務課         | 国土交通省政策統括官、会計センター所長兼財務総合政策研究所長、近畿財務局長              |
| 長友哲次           | 東大経済卒   | 国際金融局総務課     | 横浜税関長、農林漁業成長産業化支援機構取締役常務                                        |
| 福田淳一           | 東大法卒     | 主計局総務課         | 弁護士 第14代財務事務次官、主計局長、大臣官房長                                         |
| 山沖義和           | 慶應大経済卒 | 国際金融局調査課     | 信州大学経法学部長                                                                      |